# 陆宁
陆宁，浙江会稽人，明朝政治人物。
成化二十年（1484年）甲辰科進士。弘治十二年，接替张宏任建宁府知府一职，弘治十三年(1500年)由凌文献接任。